# Pablo Dapena González
Pablo Dapena González (* 19. Januar 1988 in Pontevedra) ist ein ehemaliger spanischer Triathlet. Er ist spanischer Meister Triathlon Langdistanz (2017) und ITU-Weltmeister Langdistanz (2018).

## Werdegang
Pablo Dapena war in seiner Jugend 13 Jahre lang im Club Natación Pontevedra als Schwimmer aktiv. Im Alter von 22 Jahren studiert er für ein Jahr im Ausland, in Ungarn.
Seit 2010 betreibt er Triathlon. Im September 2014 und erneut 2017 wurde er Zweiter bei den nationalen Meisterschaften auf der Triathlon-Kurzdistanz.
2016 wechselte Pablo Dapena nach einer Verletzungspause von der Kurzdistanz auf die Mittel- und Langdistanz. Im Juli 2016 wurde er Zweiter beim Triathlon de Vitoria-Gasteiz.
Im August 2017 wurde er bei den Weltmeisterschaften auf der Triathlon-Langdistanz in Penticton (Kanada) disqualifiziert und im Oktober wurde er nationaler Meister Triathlon Langdistanz.

### ITU-Weltmeister Triathlon Langdistanz
2018 wurde der 30-Jährige Triathlon-Weltmeister über die Langdistanz bei den ITU Long Distance Triathlon World Championships (4 km Schwimmen, 130 km Radfahren und 30 km Laufen) in Dänemark.
Im September wurde er im Rahmen der Challenge Madrid auch ETU-Vizeeuropameister Triathlon Langdistanz.
In der Saison 2019 wechselt er zum BMC Vifit Pro Triathlon Team. und im Mai wurde der damals 31-Jährige in Spanien Vizeweltmeister auf der Triathlon-Langdistanz. Bei der Challenge Daytona Beach wurde er im Dezember Zweiter hinter dem Kanadier Lionel Sanders.
Im Mai 2021 wurde der 33-Jährige bei der Challenge Riccione in Italien Zweiter hinter dem Österreicher Thomas Steger.
Seit Juni 2021 ist Pablo Dapena González verheiratet.
Im Juni 2022 gewann er die Challenge Gdansk und eine Woche später belegte er beim Ironman 70.3 Kronborg-Elsinore den dritten Rang und wurde damit auch zugleich Dritter der Ironman 70.3 European Championships. Pablo Dapena González tritt seit 2022 nicht mehr international in Erscheinung.

## Sportliche Erfolge
| Datum/Jahr    | Rang | Wettbewerb                                 | Austragungsort  | Zeit     | Bemerkung |
| ------------- | ---- | ------------------------------------------ | --------------- | -------- | --- |
| 18. Sep. 2023 | 6    | Ironman 70.3 Knokke-Heist                  | Knokke-Heist    | 03:44:28 | Erstaustragung                                                                                                  |
| 26. Juni 2022 | 3    | Ironman 70.3 European Championships        | Helsingør       | 03:44:25 | Dritter der Ironman 70.3 European Championships beim Ironman 70.3 Kronborg-Elsinore                             |
| 19. Juni 2022 | 1    | Challenge Gdansk                           | Danzig          | 03:44:47 | |
| 9. Mai 2021   | 2    | Challenge Riccione                         | Riccione        | 03:53:54 | Zweiter hinter dem Österreicher Thomas Steger                                                                   |
| 24. Apr. 2021 | 2    | Challenge Gran Canaria                     | Anfi            | 03:42:30 | hinter Jan Frodeno                                                                                              |
| 12. März 2021 | 12   | Challenge Miami                            | Miami           |          | |
| 14. Dez. 2019 | 2    | Challenge Daytona Beach                    | Daytona Beach   | 02:23:32 | hinter Lionel Sanders                                                                                           |
| 3. Nov. 2019  | 2    | Ironman 70.3 Buenos Aires                  | Buenos Aires    | 03:38:44 | Ironman 70.3 South American Championships                                                                       |
| 2. Juni 2019  | 2    | Ironman 70.3 Switzerland                   | Rapperswil-Jona |          | |
| 20. Okt. 2018 | 1    | Challenge Peguera-Mallorca                 | Peguera         | 03:54:08 | |
| 19. Mai 2018  | 1    | Challenge Lisboa                           | Lissabon        | 03:39:11 | |
| 21. Apr. 2018 | 1    | Challenge Mogán Gran Canaria               | Mogán           | 04:00:25 | [ 5 ] [ 6 ] |
| 15. Apr. 2018 | 2    | Challenge Roma                             | Rom             | 03:24:11 | Zweiter hinter Adam Bowden                                                                                      |
| 10. Sep. 2017 | 2    | ESP Triathlon National Championships       | Valencia        | 01:50:24 | Spanischer Vizemeister hinter Francesc Godoy                                                                    |
| 23. Juli 2017 | 3    | ETU Triathlon Clubs European Championships | Banyoles        |          | für „Cidade de Lugo Fluvial“ (mit Lucia Vergara Sevillano, Antonio Benito López und Cecilia Santamaria Surroca) |
| 3. Sep. 2016  | 3    | ESP Triathlon National Championships       | Banyoles        | 01:45:55 | |
| 10. Juli 2016 | 2    | Triathlon de Vitoria-Gasteiz               | Vitoria-Gasteiz | 03:59:40 | Zweiter hinter Miguel Angel Fidalgo Rosello                                                                     |
| 13. Sep. 2014 | 2    | ESP Triathlon National Championships       | Aguilas         | 01:53:19 | Nationaler Vizemeister hinter Uxio Abuin Ares                                                                   |

| Datum/Jahr    | Rang | Wettbewerb                                                   | Austragungsort | Zeit     | Bemerkung                                                                                           |
| ------------- | ---- | ------------------------------------------------------------ | -------------- | -------- | --------------------------------------------------------------------------------------------------- |
| 22. Aug. 2022 | DNF  | ITU Long Distance Triathlon World Championships              | Šamorín        | –        | |
| 4. Mai 2019   | 2    | ITU Long Distance Triathlon World Championships              | Pontevedra     | 05:11:21 | Vizeweltmeister                                                                                     |
| 23. Sep. 2018 | 2    | ETU Challenge Long Distance Triathlon European Championships | Madrid         | 09:23:01 | ETU-Vizeeuropameister Triathlon-Langdistanz im Rahmen der Challenge Madrid                          |
| 14. Juli 2018 | 1    | ITU Long Distance Triathlon World Championships              | Fyn            | 05:19:30 | |
| 22. Okt. 2017 | 1    | ESP Long Distance Triathlon National Championships           | Ibiza          | 05:59:31 | Nationaler Meister Langdistanz                                                                      |
| 27. Aug. 2017 | DSQ  | ITU Long Distance Triathlon World Championships              | Penticton      | –        | Weltmeisterschaft auf der Triathlon-Langdistanz (3 km Schwimmen, 120 km Radfahren und 30 km Laufen) |

(DNF – Did Not Finish; DSQ – Disqualifiziert)